# Alvord, Iowa
Alvord là một thành phố thuộc quận Lyon, tiểu bang Iowa, Hoa Kỳ. Năm 2010, dân số của thành phố này là 196 người.

## Dân số
Dân số qua các năm:
- Năm 2000: 187 người.
- Năm 2010: 196 người.